# Kościół Grecji
Kościół Grecji (potocznie Grecki Kościół Prawosławny) – jeden z kanonicznych autokefalicznych Kościołów prawosławnych tradycji greckiej. Jego obecnym (od 2008) zwierzchnikiem jest arcybiskup Aten i całej Grecji Hieronim II.

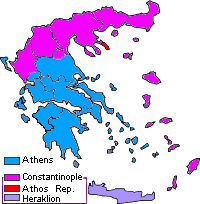
Mapa struktur prawosławnych w Grecji. Zasięg terytorialny Kościoła Grecji zaznaczony kolorem niebieskim.

## Historia

### Korzenie
Początki chrześcijaństwa w Grecji związane są z działalnością św. Pawła, który odbył podróżne misyjne m.in. do Salonik i Koryntu, a następnie w trosce o duchowy rozwój tamtejszych wspólnot chrześcijańskich wystosował listy do Tessaloniczan, Filipian i Koryntian. Od czasów pierwszych soborów powszechnych chrześcijanie w Grecji znajdowali się pod jurysdykcją patriarchy Konstantynopola. Po IV soborze powszechnym obiektem waśni pomiędzy Rzymem a Konstantynopolem stały się wspólnoty we wschodniej Ilirii. Diecezje iliryjskie zostały wyjęte spod władzy rzymskiej dopiero w 732 r. na mocy decyzji cesarza Leona Izauryjczyka. Dążenie Kościoła konstantynopolitańskiego do objęcia swoją jurysdykcją chrześcijaństwa w Grecji ostatecznie uzyskało moc prawną za panowania patriarchy Focjusza w drugiej połowie IX w. Wtedy też chrześcijaństwo na terenie Grecji zaczęło przejawiać oznaki szybkiego rozwoju. Po IV wyprawie krzyżowej i złupieniu Konstantynopola w 1204, Kościół grecki doznał prześladowań ze strony łacińskich okupantów. Po podbojach osmańskich w Europie w XV wieku, dalszy rozwój greckiego prawosławia przypadł pod tureckim panowaniem. W ramach systemu milletów greckim prawosławnym udzielono autonomię rum millet. Kościół odegrał znaczącą rolę w zachowaniu tożsamości narodowej i religijnej Greków, w tym w kolejnych ruchach niepodległościowych przeciwko Turcji.

### Ogłoszenie autokefalii i pierwsze lata funkcjonowania w niepodległej Grecji

#### Autokefalia i jej zatwierdzenie
Autokefalia Greckiego Kościoła Prawosławnego została ogłoszona 27 lipca 1833 bez porozumienia z patriarchą Konstantynopola. Miało to ścisły związek z polityką powstałej trzy lata wcześniej niepodległej Grecji. Regenci państwa, sprawujący władzę w imieniu Ottona I byli zdania, że polityka wyznaniowa władz świeckich powinna mieć całkowite poparcie przywódców religijnych. To wykluczało dalsze utrzymywanie się sytuacji, w której zwierzchnie władze Kościoła greckiego miały swoją siedzibę na terytorium Turcji. Ogłoszenie autokefalii zasugerowała specjalna komisja rządowa powołana do celu analizy sytuacji struktur prawosławnych w Grecji.
15 lipca 1833 w Nauplii zebrał się synod z udziałem 20 duchownych greckich (z tego jedynie 9 biskupów), który po siedmiogodzinnych obradach opowiedział się za jednostronną proklamacją autokefalii. 23 lipca 1833 w imieniu króla wydana została konstytucja kościelna ogłaszająca powstanie Prawosławnego Wschodniego Kościoła Apostolskiego Królestwa Grecji. Ustawa ta wskazywała jako naczelny organ zarządzający Kościoła Święty Synod, którego organizacja była wzorowana na działaniu Świątobliwego Synodu Rządzącego Rosyjskiego Kościoła Prawosławnego. W Synodzie dwa miejsca należały do świeckich urzędników, wskazanych przez króla, który tytułował się głową Kościoła. Cztery mieli zajmować biskupi, nominowani także przez króla. Synodowi podlegali wszyscy greccy duchowni prawosławni. Świecki rząd decydował o liczbie działających eparchii; duchownym zabroniono wszelkiej aktywności politycznej i nawiązywania kontaktów z władzami świeckimi lub kościelnymi z innych państw. Pierwszym przewodniczącym Synodu został metropolita Koryntu Cyryl. Oprócz niego hierarchię kościelną reprezentowali biskupi Teb Paisjusz, Thiry Zachariasz i Andrusy Józef. Króla reprezentował Konstantinos Schinas. Jednostronne ogłoszenie autokefalii przez Kościół grecki spotkało się z negatywną reakcją Rosji oraz części duchowieństwa.
Patriarchowie Konstantynopola początkowo nie uznali autokefalii Kościoła greckiego. Dopiero w 1849 patriarcha Antym IV spotkał się z jego przedstawicielem, zaś w roku następnym potwierdził legalność funkcjonowania Greckiego Kościoła Prawosławnego. Został on jedynie zobowiązany do konsultowania się z patriarchatem w najważniejszych sprawach.

#### Reforma Kościoła
Królewska administracja dążyła do pełnego podporządkowania Kościoła strukturom państwowym. W listopadzie 1833 ogłoszono zamiar ograniczenia liczby biskupów do dziesięciu, tak, by była ona równa liczbie nomosów. Wobec faktu, że w tym samym roku liczba żyjących biskupów wynosiła ponad 40, władze ogłosiły zamiar wstrzymania chirotonii biskupich do momentu, gdy z powodu śmierci kolejnych hierarchów w Grecji pozostanie tylko dziesięciu biskupów. Plan ten zmodyfikowano dopiero w 1850, gdy liczbę planowanych katedr biskupów podwojono. Odrębne ograniczenia nałożono na monastery. W 1834 na polecenie władz świeckich zlikwidowano 412 wspólnot męskich z ogólnej liczby 593, kierując się zasadą zamykania wszystkich klasztorów, w których żyło mniej niż sześciu mnichów. Wyjątkiem były klasztory w regionie Mani, gdzie umożliwiono dalsze działanie 63 monasterom zamieszkanym przez pojedynczych zakonników oraz klasztory na odległych wyspach Grecji. Mnisi z klasztorów zlikwidowanych zostali przesiedleni do tych, których działanie nie zostało przerwane. Majątki monasterów zostały sprzedane, a uzyskane fundusze zgromadzono w funduszu kościelnym bądź skierowano na cele oświatowe. W przypadku monasterów żeńskich zamkniętych zostało 15 z 18 wspólnot; kontynuowanie działalności umożliwiono jedynie trzem klasztorom, w których przebywało więcej niż trzydzieści kobiet. W 1840 w Grecji działało 140 klasztorów z 1646 mnichami, zaś od 1850 ich liczba zaczęła wzrastać.
Duchowieństwo greckie na ogół nie protestowało przeciwko państwowej ingerencji w działanie Kościoła.
Głównymi problemami Kościoła w pierwszych latach funkcjonowania niepodległej Grecji był niski poziom wykształcenia duchowieństwa oraz korupcja. Wśród niższych duchownych powszechnym problemem był analfabetyzm. Wielu mnichów odmawiało kształcenia, twierdząc, że duchowość prawosławna stoi wyżej od wiedzy. Mimo to w 1839 przy uniwersytecie w Atenach powołano wydział teologiczny, zaś w 1844 – szkołę teologiczną w Rizarios.

### Rozwój terytorialny i działalność Kościoła w II połowie XIX wieku
W 1866 Grecki Kościół Prawosławny przejął jurysdykcję nad trzema eparchiami na Wyspach Jońskich, w związku z ich włączeniem w granice Grecji. W 1881 w podobny sposób Kościół przejął od Patriarchatu Konstantynopola zarząd struktur prawosławnych w Epirze i Tesalii. W wyniku zmian liczba biskupów prawosławnych działających w Grecji wzrosła do czterdziestu. Synod Kościoła przeprowadził unifikację prawa kanonicznego i tradycji liturgicznych w całym kraju. Decyzje o przyłączeniu nowych eparchii z powodu zmiany granic były podejmowane jednostronnie przez rząd grecki, bez konsultacji z Patriarchatem. Patriarcha protestował przeciwko utracie jurysdykcji nad Wyspami Jońskimi, jednak za sprawą zabiegów greckich dyplomatów wycofał sprzeciw. Zmiany granic jurysdykcji z 1881 hierarchia konstantynopolitańska przyjęła bez dalszych sprzeciwów.

### XX wiek

#### Do II wojny światowej
Po zamachu stanu w Grecji w 1909 władze państwowe coraz wyraźniej dążyły do całkowitego uzależnienia Kościoła od świeckiej administracji; tendencja ta spotykała się z coraz wyraźniejszym sprzeciwem duchowieństwa. Szczególnie konsekwentnie o niezależność Kościoła upominał się wybrany w 1922 na arcybiskupa Aten Chryzostom (Papadopulos). Zwrócił się on do Ministerstwa Wyznań z prośbą o reformę prawa określającego miejsce Greckiego Kościoła Prawosławnego w państwie greckim. Stojący na czele rządu Nikolaos Plastiras pozytywnie odniósł się do jego sugestii. Sformułowany w 1923 statut Greckiego Kościoła Prawosławnego zakładał zarządzanie nim przez Synod biskupów, w którym świecki urzędnik miałby jedynie głos doradczy, bez prawa głosu. Docelowo interwencja świeckiej administracji w życie kościelne miała być maksymalnie ograniczona. Wprowadzenie w życie statutu uniemożliwiło dojście do władzy w Grecji dyktatora gen. Theodorosa Pangalosa, który sprzeciwił się nadaniu duchowieństwu szerokich swobód. Organem zarządzającym Kościołem ponownie został Święty Synod, w którym kluczową rolę odgrywał świecki prokurator. Arcybiskup Chryzostom protestował przeciwko temu rozwiązaniu, podobnie jak przeciwko decyzjom władz o konfiskacie majątków kościelnych, zakazie wstępowania do monasterów kobiet poniżej 40. roku życia oraz zobowiązaniu biskupów do uzyskiwania zezwoleń na wyjazdy poza granice swojej eparchii.
W 1923 Święty Synod przyjął reformę kalendarza liturgicznego używanego w Greckim Kościele Prawosławnym, rezygnując z kalendarza juliańskiego na rzecz gregoriańskiego, z zachowaniem dotychczasowych zasad ustalania daty Wielkanocy. Arcybiskup Chryzostom popierał tego typu zmiany. Zmiana kalendarza wywołała otwarty konflikt między jej zwolennikami i przeciwnikami (starokalendarzowcami), którzy utworzyli Wspólnotę Prawdziwych Chrześcijan Prawosławnych. W latach 30. liczebność tej drugiej grupy, uznanej przez kanoniczne Kościoły prawosławne za schizmatycką, szacowano nawet na 300 tys. wyznawców, przede wszystkim z najniższych warstw społecznych. W 1935 do starokalendarzowców dołączyło trzech hierarchów Greckiego Kościoła Prawosławnego, co umożliwiło im stworzenie własnej hierarchii duchownej.
Do kwestii ustroju Kościoła powrócono w 1929. Po pracach komisji złożonej z trzech biskupów i trzech profesorów teologii uchwalony został statut powtarzający główne założenia analogicznego dokumentu sprzed ośmiu lat. Kościół nie uzyskał jednak pełnej niezależności, o jaką upominał się arcybiskup Chryzostom, zaś dalsze działania w tym kierunku przerwała jego śmierć w 1938. Kwestia wyboru następcy Chryzostoma stała się przyczyną otwartego konfliktu między hierarchią kościelną, która wskazała jako nowego arcybiskupa Aten metropolitę Koryntu Damaskina, a dyktatorskim rządem Joanisa Metaksasa. Na mocy decyzji dyktatora Damaskin został zesłany na Salaminę, zaś nowym zwierzchnikiem Kościoła mianowano arcybiskupa Chryzanta. Grecki Kościół Prawosławny zasadniczo odnosił się pozytywnie do rządów Metaksasa.

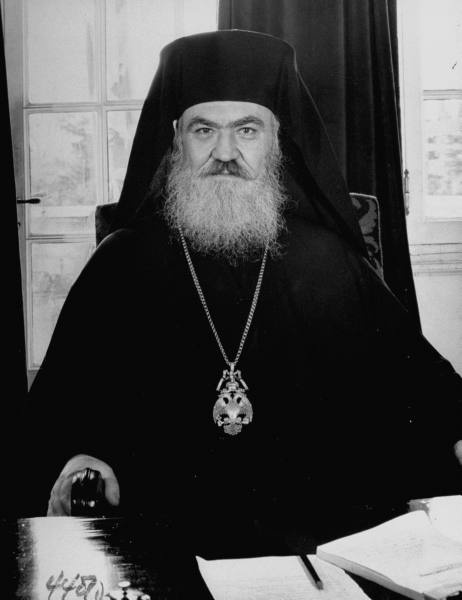
Damaskin, arcybiskup Aten i całej Grecji w latach 1941–1949

Po agresji hitlerowskiej na Grecję arcybiskup Chryzant odmówił wzięcia udziału w formowaniu kolaboracyjnego rządu Grecji, a po jego sformowaniu – przeprowadzenia ceremonii zaprzysiężenia. Z tego powodu został pozbawiony urzędu. Jego następca, arcybiskup Damaskin, nie zgadzał z polityką hitlerowską wobec Grecji, organizował pomoc dla rodzin ofiar represji nazistowskich i działał na rzecz ratowania greckich Żydów.
30 grudnia 1944 arcybiskup został mianowany regentem Grecji do czasu powrotu króla Jerzego II. Duchowny sprawował urząd regenta do ogłoszenia wyników plebiscytu rozstrzygającego kwestię przyszłego ustroju Grecji (na korzyść monarchii). Damaskin podpisywał wszystkie porozumienia zawarte między różnymi siłami politycznymi w pierwszych latach po II wojnie światowej. W okresie kierowania przez niego Kościołem częściowo odzyskał on społeczne poparcie nadwątlone przez wcześniejszą postawę duchowieństwa wobec dyktatury Metaksasa.

#### Po II wojnie światowej
Podczas wojny domowej w Grecji i w kolejnych latach Grecki Kościół Prawosławny konsekwentnie popierał siły antykomunistyczne, zaś w latach 60. XX wieku, gdy na scenie politycznej kraju doszło do znacznego rozdrobnienia, opowiadał się za najbardziej konserwatywnymi partiami.
W 1965 doszło do nowego konfliktu między królem Grecji a Świętym Synodem Kościoła. W ramach nowelizacji statutu Kościoła wprowadzono szereg rozwiązań dlań niekorzystnych, anulowano ponadto zadekretowane przez Synod nominacje biskupie i przeniesienia hierarchów z katedry na katedrę. Biskupów, którzy nie zgodzili się ze stanowiskiem władz świeckich, uznano za nieuprawnionych do prowadzenia działalności duszpasterskiej. Wówczas hierarchia Kościoła zagroziła zamknięciem świątyń. Spór przerwał zamach stanu czarnych pułkowników, po którym nowe władze wymusiły rozwiązanie Świętego Synodu i powołanie nowego, złożonego z dziewięciu w miejsce dwunastu hierarchów. Arcybiskup Chryzostom II musiał odejść z urzędu na rzecz popieranego przez juntę Hieronima. Popierając rząd wojskowych, hierarcha ten uzyskał zarazem dla Kościoła szerszy zakres niezależności w kwestiach finansów i szkolnictwa teologicznego. W dalszej perspektywie poparcie Kościoła dla junty miało dla niego negatywne konsekwencje:

Jednym z najczęściej powtarzanych sloganów w latach 1967–1974 było „Grecja prawosławnych Greków”. Dzięki nieustannym deklaracjom o bliskich związkach junty z duchownymi, udało się pułkownikom bardzo skutecznie zdyskredytować Kościół w oczach społeczeństwa. Wśród postulatów w ramach dejuntyzacji znalazło się także żądanie rozdziału Kościoła od państwa

W 1981, po przejęciu władzy w Grecji przez socjaldemokratyczną partię PASOK, jej lider Andreas Papandreu wycofał się z głoszonego wcześniej hasła pełnego rozdziału państwa i Kościoła prawosławnego, jego rząd skupił się jedynie na kwestii majątku Kościoła. W 1986 opracowana została ustawa wywłaszczeniowa, zawierająca ponadto nakaz tworzenia na szczeblu eparchii rad duchowieństwa i świeckich ograniczających władzę biskupa. Ostatecznie po rozmowach między premierem a arcybiskupem Aten Serafinem projekt ustawy został zmodyfikowany na tyle poważnie, że sytuacja Kościoła i jego uprzywilejowana pozycja względem innych związków wyznaniowych praktycznie nie uległy zmianie. W połowie lat 80. XX wieku coraz większy odsetek Greków był skłonny postrzegać Kościół jako instytucję nieprzychylną postępowi. Prestiż Kościoła obniżał również niski poziom wykształcenia duchowieństwa i powtarzające się skandale finansowe z udziałem hierarchów.

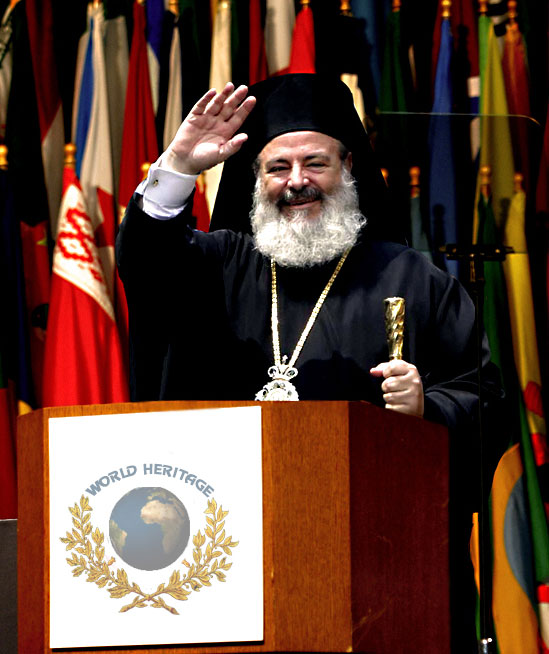
Arcybiskup Aten Chrystodulos I

Częściowa odbudowa pozycji Kościoła miała miejsce w okresie sprawowania urzędu arcybiskupa Aten przez Chrystodulosa w latach 1998–2008. Duchowny ten doprowadził do poprawy stosunków Greckiego Kościoła Prawosławnego z Kościołem katolickim, angażował się w akcje społeczne na rzecz walki z narkomanią i epidemią AIDS, sprzeciwiał się globalizacji i integracji Grecji z Unią Europejską. W 2000 zorganizował masowe protesty w Atenach i Salonikach przeciwko usuwaniu z greckich dowodów osobistych informacji o wyznaniu, co nazwał atakiem na podstawy tożsamości narodowej Greków. Angażował się w bieżące problemy polityczne, wspierając nacjonalistyczne partie greckie. W roku swojej śmierci (2008) cieszył się zaufaniem 75% społeczeństwa.

## Zwierzchnicy

### Hierarchia[15]

#### Metropolici
- arcybiskup Aten i całej Grecji Hieronim II
- metropolita Karystii i Skyros Serafin
- metropolita Stagoni i Meteory Teoklit
- metropolita Filippi, Neapolis i Tasos Stefan
- metropolita Nea Krini i Kalamarii Justyn
- metropolita Megary i Salaminy Konstantyn
- metropolita Maronei i Komotini Pantelejmon
- metropolita Salonik Antym
- metropolita Paramitii, Filiatai, Geromerion i Pargi Tytus
- metropolita Peristeri Chryzostom
- metropolita Kalawrity i Ajalei Ambroży
- metropolita Triki Chryzostom
- metropolita Karpenisionu Jerzy
- metropolita Nikopolis i Prewezy Chryzostom
- metropolita Monemwasii i Sparty Eustachy
- metropolita Ierissos, Góry Athos i Ardameri Teoklit
- metropolita Elei German
- metropolita Mandinii i Kynurii Aleksander
- metropolita Metymny Chryzostom
- metropolita Kitros, Katerini i Platamonu Jerzy
- metropolita Fokidy Teoktyst
- metropolita Mityleny, Eressos i Plomari Jakub
- metropolita Arty Kalinik
- metropolita Limnos i Ajos Efstratios Hieroteusz
- metropolita Gumenissy, Aksiupolis i Polikastronu Dymitr
- metropolita Nea Jonii i Filadelfii Gabriel
- metropolita Werii, Nausy i Kampanii Pantelejmon
- metropolita Didymoticho, Orestiady i Sufli Damaskin
- metropolita Drinupolis, Pogoniani i Konitsy Andrzej
- metropolita Ksanti i Periteorionu Pantelejmon
- metropolita Nikiei Aleksy
- metropolita Nafpaktos i Agios Vlasios Hieroteusz
- metropolita Samos i Ikarii Euzebiusz
- metropolita Kastorii
- metropolita Ftiotydy Mikołaj
- metropolita Mani Chryzostom
- metropolita Dimitrias i Almiros Ignacy
- metropolita Tesalii i Fanariofersali Tymoteusz
- metropolita Kiesariani, Wyronu i Hymetu Daniel
- metropolita Floriny, Prespy i Eordei Teoklit
- metropolita Kasandrei Nikodem
- metropolita Hydry, Spetses i Eginy Efrem
- metropolita Pireusu Serafin
- metropolita Seres i Nigrity Teologos
- metropolita Siros, Tinos, Andros, Kiei i Milos Doroteusz
- metropolita Siderokastronu Makary
- metropolita Chalkidy Chryzostom
- metropolita Nowej Smyrny Szymon
- metropolita Kerkiry, Paksoi i Wysp Zamorskich Nektariusz
- metropolita Glifady Paweł
- metropolita Edesy, Pelli i Almopii Joel
- metropolita Thiry, Amorgos i Wysp Epifaniusz
- metropolita Zichny i Newrokopionu Hieroteusz
- metropolita Elefterupoli Chryzostom
- metropolita Serwii i Kozani Paweł
- metropolita Mesogei i Lawreotiki Mikołaj
- metropolita Aleksandropolis Antym
- metropolita Neapolis i Stawropolis Barnaba
- metropolita Patras Chryzostom
- metropolita Kithiry Serafin
- metropolita Dramy Paweł
- metropolita Sisanionu i Siatisty Atanazy
- metropolita Koryntu Dionizy
- metropolita Trifilii i Olimpii Chryzostom
- metropolita Messenii i Metonii Chryzostom
- metropolita Leukady i Itaki Teofil
- metropolita Teb i Liwadii Jerzy
- metropolita Paros i Naksos Kalinik
- metropolita Poliany i Kilkis
- metropolita Ilionu, Acharnes i Petrupoli Atenagoras
- metropolita Zakintos Dionizy
- metropolita Kifisii, Amarusi i Oropos Cyryl
- metropolita Langadas Jan
- metropolita Chios, Psary i Inuses Marek
- metropolita Greweny Dawid
- metropolita Janiny Maksym
- metropolita Elasony Charyton
- metropolita Argolidy Nektariusz

#### Metropolici tytularni
- metropolita Ewripos Bazyli
- metropolita Acheloos Eutymiusz
- metropolita Dodoni Chryzostom
- metropolita Christopolis Piotr
- metropolita Stawropegion Aleksander
- metropolita Wresteny Teoklet
- metropolita Termopil Jan
- metropolita Achai Atanazy
- metropolita Welestinonu Damaskin
- metropolita Koronei Pantelejmon